# Monte Chico
Monte Chico är ett berg i Antarktis. Det ligger i Västantarktis. Argentina, Chile och Storbritannien gör anspråk på området. Toppen på Monte Chico är 245 meter över havet.
Terrängen runt Monte Chico är kuperad norrut, men åt sydost är den bergig. Havet är nära Monte Chico västerut. Trakten är obefolkad. Det finns inga samhällen i närheten.